# Granito (Stifter)
Granito (tedesco: Granit) è un racconto di Adalbert Stifter, tratto dalla raccolta Pietre colorate (titolo originale: Bunte Steine), del 1853. Il nonno del protagonista gli racconta, durante una passeggiata a piedi, della vana fuga di una famiglia di lavoratori di resina e del salvataggio di due bambini. Si tratta dell'edizione revisionata del racconto Die Pechbrenner, pubblicato nel 1848. 

## Trama
Il narratore ricorda un evento della sua infanzia, avvenuto nella regione della Boemia Meridionale: un lavoratore di resina ambulante gli ricoprì le gambe di grasso per carri. Quando entrò nel soggiorno in quelle condizioni, sporcando il pavimento da poco lavato, venne castigato da sua madre. Per consolare il ragazzino, il nonno lo portò con sé a fare una passeggiata in un villaggio vicino, raccontandogli nel frattempo una storia leggendaria, che a lui stesso era stata narrata da suo nonno. Un lavoratore di resina volle scappare dall'incombente epidemia di peste, e scappò nel bosco. La fuga non servì, e la famiglia morì; solo il figlio piccolo del lavoratore di resina riuscì a sopravvivere. Costui trovò una fanciulla smarrita, e sotto la guida del ragazzino, i due riuscirono ad uscire dal bosco. Anni dopo il ragazzo, cresciuto e divenuto un giovano uomo, decise di cercare la ragazza di allora e scoprì che lei fosse una castellana. La seguì e guadagnò così prestigio e prosperità. Fin qui si tratta del racconto del nonno.
Quando nonno e nipote a sera tornarono a casa, la faccenda del grasso per carri era stata dimenticata. Il narratore conclude con la constatazione che si ricordasse tutti i dettagli del racconto, ma non le circostanze in cui il tutto avvenne. Così non sapeva nemmeno se e come le tracce di resina vennero rimosse.

## Struttura
Nonostante la brevità del racconto (nella prima edizione del 1853 era costituito da 60 pagine), l'autore utilizza più livelli temporale: la cornice esterna, la cui storia si svolge nel passato, la cornice interna, ambientata durante l'infanzia del narratore ed il racconto nel racconto del nonno. 

## Genesi
Una prima edizione, sotto il titolo Die Pechbrenner, uscì nel 1848 in Vergißmeinnicht. Taschenbuch für 1849, Verlag Thomas, Lipsia. Secondo Stifter stesso, egli scrisse questo racconto nell'inverno tra il 1847 e il 1848. In una lettera all'editore Carl Herloßsohn scrisse che il testo si rifacesse ad un racconto del suo nonno paterno (Augustin Stifter, 1744–1834). Il luogo natale del poeta infatti fu ripetutamente colpito da epidemie di peste: nel 1464, 1585, 1680 e nel 1713. Poiché il trisavolo di Stifter, Georg Stüffter, nacque nel 1680, l'epidemia in questione è probabilmente quella del 1713, ma è anche possibile che siano state inserite nella narrazione fonti orali riferite all'epidemia del 1680.
Mentre in Die Pechbrenner il destino della famiglia dei lavoratori di resina viene descritto molto dettagliatamente, in Granito viene solo accennato. Nell'edizione originale, il tredicenne Josef aiuta degli sconosciuti disperati e porta così la peste nella sua famiglia. Per punizione, il padre lo abbandona su una roccia inaccessibile, condannandolo dunque a morire di fame. Solo con l'aiuto di altri due sopravvissuti, una ragazzina di nome Magdalena ed il servo Knut, Josef riesce ad uscire da questa spiacevole situazione. I tre trovano la strada per uscire dal bosco. Il finale della prima edizione, così come l'inizio, coincide con Granito.
Stifter terminò la revisione nel gennaio 1852. È l'unico racconto di Pietre Colorate ad essere più breve nel libro.

## Collocazione geografica
Stifter utilizza questo racconto, come moltissimi altri, per descrivere la zona della Selva Boema, la terra della sua infanzia. Nel fare ciò, si serve di svariati nomi di luoghi realmente esistenti. Inoltre Stifter, alla stregua di un romanzo storico, da informazioni sulla struttura sociale della Boemia Meridionale nel XVIII e XIX secolo.